# آلکس. براون اند سانز
آلکس. براون اند سانز (انگلیسی: Alex. Brown & Sons) شرکت سرمایه‌گذاری آمریکایی است، که در سال ۱۸۰۰ تأسیس شد.